# Butthornet
Butthornet är en kulle i Antarktis. Den ligger i Östantarktis. Norge gör anspråk på området. Toppen på Butthornet är 1 474 meter över havet.
Terrängen runt Butthornet är varierad. Trakten är obefolkad. Det finns inga samhällen i närheten. 